# Claus Föttinger
Claus Föttinger (* 1960 in Nürnberg) ist ein zeitgenössischer deutscher Künstler. Er lebt in Düsseldorf und in Arnheim in den Niederlanden. Föttinger befasst sich überwiegend mit Installations- und Objektkunst.

## Beruflicher Werdegang
Claus Föttinger war von 1979 bis 1981 Assistent zweier Werbefotografen und absolvierte Praktika als Bühnenbildner und Bühnenmaler an den Städtischen Bühnen Nürnberg. Von 1982 bis 1989 studierte er Freie Malerei an der Staatlichen Kunstakademie Düsseldorf bei Alfonso Hüppi. 1987 war er dessen Meisterschüler. Von 1989 bis 1990 war er Assistent bei Harald Klingelhöller und Katharina Fritsch. Neben seiner künstlerischen Tätigkeit arbeitete er von 1990 bis 1992 im Kunstraum Friesenwall 116 a e. V. in Köln. 1991 war er Gründungsmitglied des Kunstvereins WP8 e. V. in Düsseldorf und übernahm von 1992 bis 1994 dessen ehrenamtliche Leitung. Von 1995 bis 1996 war er Gastkurator der Derik-Baegert-Gesellschaft in Schloss Ringenberg am Niederrhein. Seit 1996 realisiert Föttinger nur noch eigene Projekte.

## Ausstellungen, Objekte, Installationen (Auswahl)

### Einzelausstellungen (Auswahl)
- 2001 „The Cronenberg’s“, Museum Ludwig, Köln
- 2003 Suddenly, Armory Show (Kunstmesse), New York
- 2004 Luhmann-Eck, Monika Sprüth Philomene Magers, Köln, DE
- 2005 90th Anniversary-Anzac Day, Gallipoli
- 2006 Claus Föttinger, Kunsthalle Bremerhaven, Bremerhaven, DE
- 2010 Saigon Wrap and Other Natural Phenomenons, Leopold-Hoesch-Museum, Düren, DE
- 2017 bubbles carry a lot of weight (mit Jeanette Mohr), Kerstin Engholm Galerie, Wien, A[1]

### Gruppenausstellungen (Auswahl)
- 1985 Galerie Diemo Hänsler, Nürnberg, mit Hendrik Krawen, Rupert Huber und Dirk Skreber, Malerei und Installationen
- 1993/94 Malerei 2000, Hamburg Sprinkenhof; Kunsthalle Malmö
- 1995 Der fokussierte Blick, Hüppi-Klasse, Museum Haus Koekkoek, Kleve; Kunsthalle Barmen, Wuppertal 1994
- 1996 Bochynek vorne, Galerie Bochynek, Düsseldorf, mit Reinhard Mucha, Dirk Skreber, E. Boslet u. a.
- 1997 Surprise II (Überraschung), Kunsthalle Nürnberg
- 1998 „Mayday“, Böhler-Werke, zus. mit HobbyPOP, Düsseldorf
- 1999 Carte Blanche, Galerie Eof, Paris
- 2000 JD´S FAN DELIGHT, „Parkhaus“ im Malkastenpark, Düsseldorf (Joe d'Alessandro's Bar)
- 2002 come-in, George Soros Center of the Art, Kiew
- 2003 Maria von der Heide, Kunsthalle Recklinghausen, Maria von der Heide und ihre Freunde, Museum Katherinenhof, Kranenburg
- 2004 Auschwitz-Prozess 4 Ks 2/63, Haus Gallus, Frankfurt am Main, Martin-Gropius-Bau, Berlin
- 2005 Coca Cola Light, Art-Edition mit Florian Slotawa und Johannes Wohnseifer
- 2006 come in, Korea Institute for Design Promotion, Seoul
- 2008 „VISIT[E] – Von Gerhard Richter bis Rebecca Horn – Werke aus der Sammlung zeitgenössischer Kunst der Bundesrepublik Deutschland“, Kunst- und Ausstellungshalle der Bundesrepublik Deutschland, Bonn
- 2008 „Das Gelände“, Kunsthalle Nürnberg / Steirischer Herbst – Festival zeitgenössischer Kunst, Graz
- 2010 „I want to see how you see – Julia Stoschek Collection“, Haus der Photographie, Deichtorhallen, Hamburg
- 2010 originalfunktional, Kunstverein Wiener Art Foundation, Wien, A
- 2010 Come in – Design de interiores como meio de arte contemporânea na Alemanha, Museo Oscar Niemeyer, Curitiba, BR
- 2011 Die Erfindung der Wirklichkeit – Photographie an der Kunstakademie Duesseldorf von 1970 bis heute, Akademie Galerie, Düsseldorf, DE
- 2011 Pieces, Kerstin Engholm Galerie, Wien, A
- 2012 Art and Identity of Everyday Life, Kadir Has Ueniversitesi, Istanbul, TRK
- 2012 Smoorshow, de Van Muylwijkstraat 23, Arnheim, NL
- 2014 WM Bar, Deutsche Nationalmannschaft, DFB, Campo Bahia, St. André, Brasilien[2][3][4][5][6][7]
- 2015 EM Lounge, DFB U 21, Prag, Tschechien
- 2016 Come-in. Interieur als Medium der zeitgenössischen Kunst in Deutschland, National Gallery of Modern Art NGMA, Mumbai, IND
- 2017 Duett mit Partnerin, Museum Morsbroich, Leverkusen, 21er Haus, Museum Belvedere, Wien
- 2018 evolve / evrim, Port Izmir 4, Izmir, turkey
- 2018 bar 3000, Operndorf Afrika, Burkina Faso
- 2018 Bamboo Bar, Dortmunder Kunstverein
- 2019 Xi’an Bar, Akademie der Künste Xian, China
- 2019 Die Zukunft der SPD, Galerie Zwinger, Berlin

## Bibliographie (Auswahl)
- 1987 Der Kreis im Fluß, Künstlergruppe „Der Kreis e. V.“, Nürnberg (Ausstellungskatalog)
- 1995 Der fokussierte Blick, Düsseldorf (Ausstellungskatalog von H. Meister), Museum Haus Koekkoek, Kleve; Kunsthalle Barmen, Wuppertal, S. 45–48.
- 1995 Zyma art today 4/1995, Artikel über „Es ist alles wahr“ (Gruppenausstellung in der Galerie M+R Fricke), Düsseldorf
- 1997 Surprise II (Überraschung), Kunsthalle Nürnberg (Ausstellungskatalog)
- 1998 Toi toi toi, Düsseldorf (Ausstellungskatalog von H. Meister), Tanzhaus NRW, Düsseldorf, S. 31–34.
- 1999 Charles Kabold, Interview mit Claus Föttinger, in: „Site II, 99“, Neuer Aachener Kunstverein, Aachen, S. 62–64 (Ausstellungskatalog)
- Gronzka, P[atricia]: „Bar jeder Malerei?“, in: Falter, Stadtzeitung Wien Nr. 46/1999
- 2001 Come In. Interieur as media of contemporary art in Germany. Ausstellungskatalog, Institut für Auslandsbeziehungen e. V. Stuttgart, Köln, S. 39–43.
- 2001 Zero Gravity. Ausstellungskatalog, Düsseldorf, S. 36–37.
- 2001 Einräumen. Arbeiten im Museum, Ausstellungskatalog, Hamburger Kunsthalle, Ostfildern-Ruit, S. 86.
- 2003 Petra Gördüren: Kulturgeschichte als Dekor – Claus Föttingers soziale Skulpturen. In: Accessoire Maximalismus, Katalog Nr. 302 der Ausstellung der Kunsthalle zu Kiel vom 29. August – 9. November 2003. Texte: Dirk Luckow. Feridun Zaimoglu, Ingrid Loschek, Jana Simon, u. a.; Künstler: Monica Bonvici, Carlo Farsang, Claus Föttinger, Swetlana Heger, Thomas Hirschhorn, Jakob Kolding, Pia Lanzinger, Sherrie Levine, Erik van Lieshout, Peter Loewy, Haim Steinbach, Feridun Zaimoglu; Mit Künstlerbiographien und einem Verzeichnis der ausgestellten Werke; Kiel, 2003, ISBN 3-937208-02-X, S. 41/42.
- 2004 Auschwitz-Prozess 4 Ks 2/63, Ausstellungskatalog, Frankfurt am Main, Fritz-Bauer-Institut, Köln
- 2006 Christiane Hoffmans: Kunst im deutschen Vereinsheim. Andreas Gursky und Claus Föttinger richten in der Düsseldorfer Galerie Sies + Höke eine WM-Bar ein. In: WELT am SONNTAG Nr. 24 vom 11. Juni 2006, S. 72 – auch online
- 2006 Jacqueline Overberg, Claus Föttinger: Get together campaign 2006. Düsseldorf: Verlag Studio von der Heide, 2006, ISBN 3-9810579-2-9.
- 2008 Dorothee Achenbach: Morgen eröffnet in Köln die älteste Kunstmesse der Welt. BILD erklärt die zehn wichtigsten Kunstwerke. In: Bild, 15. April 2008, S. 9 (Art Cologne: Nr. 8 Der Funktionelle, Claus Föttinger, „Leuchtobjekt mit Vermummten“)
- 2008 Robert Nelson: Doner like a diner. In: The Age, May 3, 2008 – online
- 2008 Birgit Ruf: Kunstschau zum Reichsparteitagsgelände in Nürnberg. Triumph der Freizeit. In: Nürnberger Nachrichten vom 5. Juli 2008 – online
- 2010 Ivo Goetz: Schön ist, was nicht im Rahmen des Denkbaren liegt. In den Hamburger Deichtorhallen sind neueste Entwicklungen im Bereich von Film und Videokunst zu sehen. In: Frankfurter Allgemeine Zeitung, 7. Juli 2010 (Foto: Ivo Faber: In Hamburg werden filmische Werke von Gordon Matta Clark bis zu Claus Föttingers Hanoi-Saigon gezeigt. – Katalog: I want to see how you see. Arbeiten aus der Julia Stoschek Collection. Hamburg, Große Deichtorhalle bis 25. Juli)